# 卡馬爾·蘇西凡尼奇
卡馬爾·蘇西凡尼奇（泰語：กมล วณิชยวณิช；1930年—），是泰國已退役男子羽球運動員。

## 簡歷
在泰國全國羽球錦標賽裡，卡馬爾·蘇西凡尼奇於1954年與Sunthorn Subabandhu一起贏得男子雙打冠軍。兩人在1955年和1956年成功衛冕冠軍頭銜。1958年，他與查龍·瓦達那信一起贏得了男子雙打冠軍。同年，兩人還贏得了馬來西亞羽球公開賽男子雙打冠軍。一年後，他們贏得了東南亞運動會羽球比賽男子雙打金牌。